# 罗奕佳
罗奕佳（1998年4月30日—），中國女藝人，現為ETM活力時代旗下女團Chic Chili成员，是隊內領唱擔當。曾在2018年參加選秀綜藝節目創造101，最終成績第36名。

## 經歷
2018年2月26日，成為“ETM氧氣少女計畫”的其中一員。
同年4月21日參加騰訊視頻女子偶像團體養成競技類節目「創造101」，为第一次公演的勤奋C位，最終止步於第36名。
7月，与《创造101》选手苏芮琪、高秋梓、强东玥、吕小雨、韩丹等参加综艺节目《美食告白季》。8月，与刘人语、苏芮琪参加亲子互动节目《不可思议的妈妈》。
9月30日與劉人語、苏芮琪、張靜萱及吉利組成偶像女團Chic Chili，並在11月19日發行組合先行曲《Chic Chili》；11月25日，随组合携首支单曲《Chic Chili》亮相《由你音乐榜样》。12月29日，再次随组合携单曲《冒险蓝图》亮相《由你音乐榜样》。
2019年10月，参加竞演音乐综艺节目《这样唱好美》。

## 音樂作品

### 個人單曲
| 年份           | 專輯名稱 | 作品名稱 | 詞/曲                       | 備註                                |
| 2020年12月24日 | 追光     | 追光     | 武婧作词，王飞、PD Diao作曲 | 鲸梦奇缘·神隐山海经光影艺术展推广曲 |

### 團體單曲
| 年份           | 作品名稱      | 詞/曲                                           | 演唱人                                          | 備註                       |
| 2017年11月18日 | 咪咕圈圈      | 詞:曾颺 曲:Park Seong Soo                       | 罗奕佳 劉人語 苏芮琪 張靜萱 顏可欣 馬興鈺       | 咪咕圈圈社交平台同名主題曲 |
| 2018年1月5日   | Touch the sky | 詞:曾颺 曲:Park Seong Soo                       | 罗奕佳劉人語 苏芮琪 張靜萱 顏可欣 馬興鈺 俞夢   | ETM家族首支單曲            |
| 2018年7月24日  | 一直一起      | 詞:劉人語/蘇芮琪 曲:Park Seong Soo/Y2H          | 罗奕佳劉人語 苏芮琪 張靜萱 王雅凜 顏可欣 馬興鈺 | ETM女孩給粉絲的答謝曲      |
| 2018年8月8日   | 奕跑青春      | 詞:唐冠元 曲:Park Seong Soo/PD Diao/KEER        | 罗奕佳劉人語 苏芮琪 張靜萱 王雅凜               | 東風悅達起亞SUV奕跑主題曲  |
| 2018年8月20日  | 夢想時代      | 詞:劉人語 曲:Park Seong Soo/Cimber/mOnSteR NO.9 | 罗奕佳劉人語 苏芮琪                             | QQ炫舞系列主題曲           |
| 2018年11月19日 | Chic Chili    | 詞:王雅君 曲:G-high/Choi YK/Nopari              | 罗奕佳劉人語 苏芮琪 張靜萱 吉利                 | Chic Chili首支同名單曲     |
| 2018年12月29日 | 冒险蓝图      | 詞:林理惠、杨翰嘉 曲:Wildpig、Hongki-Human      | 罗奕佳劉人語 苏芮琪 張靜萱 吉利                 | 新年单曲                   |
| 2019年6月1日   | 淘氣堡        | 詞:張暢 曲:Wildpig                              | 罗奕佳 劉人語 苏芮琪 張靜萱 吉利                | 兒童節成長單曲             |

### 创造101时期
| 年份   | 作品名稱       | 原唱        | 備註                                                                   |
| 2018年 | 《潘朵拉》     | 张韶涵      | 初评级舞台（B等级，（与刘人语、苏芮琪等合唱）                          |
| 2018年 | 《创造101》    | 创造101学员 | 主题曲                                                                 |
| 2018年 | 《少女圣斗士》 | Make-Up     | 第一次公演舞台（小组C位，与高秋梓、于美红等人合作）                    |
| 2018年 | 《Liar》       | ONE OK ROCK | 第二次位置测评公演舞台（与傅菁、紫宁、戚硯笛合作）                     |
| 2018年 | 《Shiny》      | 原创曲目    | 第三次原创曲目主题公演舞台（与吴宣仪、高颖浠、傅菁、苏芮琪、范薇合作） |

### 这样唱好美时期
| 年份   | 作品名稱       | 原唱   | 備註                            |
| 2019年 | 《给我一个吻》 | 邓丽君 | 7心                             |
| 2019年 | 《一样的月光》 | 苏芮   | 6心，与七穗、杨紫薇、赵安妮合唱 |

## 影視作品

### 綜藝節目
| 年份   | 日期                   | 電視台   | 節目名稱             | 備註                                   |
| 2018年 | 04月21日 - 6月23日     | 騰訊視頻 | 創造101              | 25名                                   |
| 2018年 | 7月17日                | 騰訊視頻 | 美食告白記           | 与苏芮琪、高秋梓、强东玥、吕小雨、韩丹 |
| 2018年 | 8月2日                 | 騰訊視頻 | 不可思议的妈妈第二季 | 与刘人语、苏芮琪                       |
| 2019年 | 10月26日-2020年1月10日 | 爱奇艺   | 这样唱好美           |                                        |

### 團體綜藝
| 年份   | 開播日期    | 參與集數 | 節目名稱                  |
| 2018年 | 1月4日      | 30集     | 天空練習室                |
| 2018年 | 4月22日     | 9集      | 氧氣少女的遊戲時間        |
| 2018年 | 7月4 - 28日 | 4集      | 伊特姆聊天室 FM103        |
| 2018年 | 8月11日     |          | 《Hello OrangE》第四季    |
| 2018年 | 10月13日    | 12集     | 西可西麗 GAMES（CCGames） |
| 2019年 | 12月8日     | 10集     | 西可西麗旅行記            |
| 2019年 | 3月16日     | 20集     | 西可西麗旅行記第二季      |
| 2019年 | 8月10日     | 24集     | CC's Diary                |
| 2019年 | 8月6日      | 24集     | 天空練習室                |
| 2019年 | 8月5日      | 12集     | 天空情報站                |

## 外部連結
- 罗奕佳-Lumi的新浪微博